# Dzari
Dzari (en georgiano: ძარი) o Zar (en osetio: Зар) es un pueblo que pertenece a la parcialmente reconocida República de Osetia del Sur, parte del distrito de Tsjinval, aunque de iure pertenece al municipio de Kurta de la región de Iberia Interior de Georgia.

## Geografía
Dzari se encuentra a orillas del río Kornisistskali, a 12 km de Tsjinvali.  

## Historia
Según datos de 1847, estaba incluido en las aldeas de la garganta de Kornisi y estaba habitado por osetios.
De 1922 a 1990, formó parte del distrito de Tsjinval del óblast autónomo de Osetia del Sur. De 1990 a 2006, formó parte del raión de Gori y, desde 2006, forma parte del municipio de Kurta.  
Tras la guerra de Osetia del Sur de 1991-1992, las autoridades osetias lograron controlar el pueblo. El 20 de mayo de 1992, se produjo la masacre de Dzari en la carretera que conduce al pueblo, durante la cual una columna de refugiados osetios fue atacada por militantes georgianos y 36 personas fallecieron.

## Demografía
La evolución demográfica de Dzari entre 1916 y 2015 fue la siguiente:
| 376                                                      | 314 | 170 | 178 |
| (Fuente: Population of South Ossetia since Soviet times) |     |     |     |

Según el censo soviético de 1959, la mayoría de la población local eran osetios.  En el censo ruso de 1916, la composición étnica del pueblo era la siguiente:
|              | 1916      | 1916       |
| Grupo étnico | Población | Porcentaje |
| ------------ | --------- | ---------- |
| Georgianos   | 0         | 0%         |
| Osetios      | 376       | 100%       |
| Total        | 376       | 100%       |